# Паламар Олександр Олександрович
Олекса́ндр Олекса́ндрович Палама́р (15 вересня 1991, Кельменці, Україна — пом. 8 серпня 2014, Сніжне, Україна) — молодший сержант 24-ї окремої Залізної механізованої бригади.. Учасник російсько-української війни.

## Життєпис
Народився 1991 року в смт Кельменці (Чернівецька область). Закінчив 9 класів кельменецької ЗОШ. Вступив до професійно-технічного училища; навчався на тракториста-машиніста сільськогосподарського виробництва.
Строкову службу в лавах ЗСУ у Яворові, був військовим зв'язківцем. Продовжив військову службу за контрактом. Командир відділення-командир машини радіоцентру польового вузла зв'язку штабного батальйону; 24-та окрема механізована бригада.
В зоні бойових дій від червня 2014-го. За даними Книги Пам'яті, загинув, виконуючи бойове завдання 8 серпня 2014 року в районі м. Сніжне, Донецька область.
Похований в смт. Кельменці 13 серпня з військовими почестями.
Без Олександра лишились мама Наталія Василівна й батько Олександр Паламарі та сестра Світлана.

## Нагороди та вшанування
За особисту мужність і героїзм, виявлені у захисті державного суверенітету та територіальної цілісності України, вірність військовій присязі під час російсько-української війни, відзначений — нагороджений
- орденом «За мужність» III ступеня (14.3.2015, посмертно)
- його портрет розміщений на меморіалі «Стіна пам'яті полеглих за Україну» у Києві: секція 2, ряд 7, місце 27
- вшановується 8 серпня на щоденному ранковому церемоніалі вшанування захисників України, які загинули цього дня у різні роки внаслідок російської збройної агресії на Сході України.[5]